# Phymatodes kozlovi
Phymatodes kozlovi is een keversoort uit de familie van de boktorren (Cerambycidae). De wetenschappelijke naam van de soort werd voor het eerst geldig gepubliceerd in 1936 door Semenov & Plavilstshikov.